# Prasophyllum nichollsianum
Prasophyllum nichollsianum är en orkidéart som beskrevs av Herman Montague Rucker Rupp. Prasophyllum nichollsianum ingår i släktet Prasophyllum och familjen orkidéer. Inga underarter finns listade i Catalogue of Life.